# كا (مغن راب)
كا (بالإنجليزية: Ka)‏ هو مغنّ راب أمريكي، ولد في 11 أغسطس 1972.

## وصلات خارجية
- الموقع الرسمي
- كا على موقع IMDb (الإنجليزية)
- كا على موقع ميوزك برينز (الإنجليزية)
- كا على موقع أول ميوزيك (الإنجليزية)
- كا على موقع ديسكوغز (الإنجليزية)